# Museo del legno Luigi Magugliani
Il museo del legno "Luigi Magugliani" è un museo del comune di Corbetta (MI) ospitato in un'antica fabbrica per la lavorazione del legno.

## Storia
Il museo prende il nome da Luigi Magugliani, che fondò nel 1867 i primi Cantieri Magugliani che un tempo avevano sede nell'attuale Piazza del Popolo e spostandoli poi in via Madonna. Nel 1884 lo stesso fondatore acquistò dal rag. Caio alcuni terreni nell'attuale via Volta per costruire una nuova sede della propria attività sempre in crescita facendo costruire i fabbricati che ancora oggi costituiscono il pezzo forte del museo.
La ditta ha continuato la propria attività sino al 1997 orientandosi sempre più dal commercio del legname al restauro del mobile antico od alla produzione del mobile artistico. Dopo quasi 10 anni di inattività, la struttura è stata donata al comune di Corbetta da Luigi Magugliani, nipote dell'omonimo fondatore, che vi ha realizzato un museo di archeologia industriale.
Il museo è articolato in tre locali distinti: nel primo ha sede una grande caldaia a tubi di fumo di tipo "Cornovaglia" risalente alla fine dell'Ottocento, collegata ad una bellissima ciminiera in mattoni sportente lungo via Volta che ancora oggi ricorda anche a distanza la presenza e l'importanza della fabbrica.
Il percorso prosegue nel reparto mobili dell'azienda ove ha sede anche una "legnoteca" contenente molte travi di differenti essenze arboree per illustrare le diverse qualità di legni usati nella produzione di mobili.
Un'enorme segatronchi veneziana in legno del 1860, che funzionava un tempo con lo stesso principio dei mulini ad acqua, è invece stata dislocata in una struttura appositamente costruita sul vecchio terreno della fabbrica in via Caldara con l'intento di ricreare l'ambiente tipico della segheria di fine ottocento con una struttura architettonicamente rustica e la collezione di un certo numero di attrezzi da lavoro dell'epoca.
Dal 2012 il museo è stato chiuso per inagibilità del luogo, mentre rimane visitabile su prenotazione l'area ella segatronchi veneziana.